# Горная подготовка

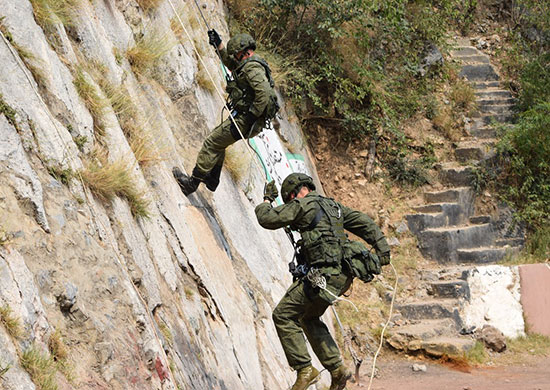
Тренировка инструкторов горных войск российских вооружённых сил
(«Эльбрусское кольцо», 2017)

Горная подготовка — элемент боевой подготовки личного состава, суть которого заключается в обучении военнослужащих приёмам и тактике ведения боевых действий в горной местности. Формы и методы проведения мероприятий по горной подготовке определяют спецификой конкретного района горной местности и целым рядом особенностей, из-за которых к уровню боевой выучки действующих там войск предъявляют значительно более высокие требования, чем к обычным полевым частям.

## Исторический очерк

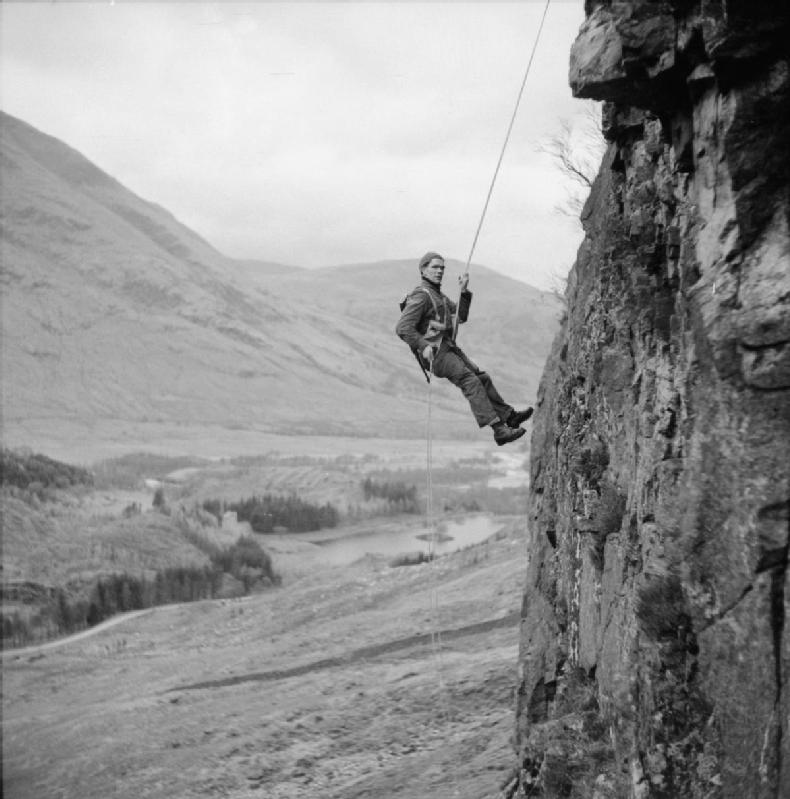
Горная тренировка британских коммандос
(Гленко, 1939—1945)

В Советском Союзе горным театрам военных действий придавали большое значение и в первые годы после Гражданской войны по плану советского военачальника М. В. Фрунзе начали подготовку войсковых сил к боевым действиям в горах, которая включала в себя занятия по горной тактике, боевые стрельбы, рекогносцировку горных путей сообщения, перевалов, склонов и вершин. В довоенный период альпинистская подготовка была введена в планы обучения Ташкентской, Бакинской, Тифлисской и Владикавказской военных школ. В 1925 году состоялось первое известное крупное горное восхождение, организованное советскими военнослужащими, во время которого 6 офицеров московского гарнизона осуществили переход через перевалы Главного Кавказского хребта по маршруту Джантуган — Донгузорун — «Приют 11-ти» на Эльбрусе — Хотютау — Карачай ауш — Эпчик — посёлок Теберда — Клухорский перевал — Сухуми.
В послевоенный период в Советской Армии имелось 20 горнострелковых дивизий, для нужд которых под руководством опытных альпинистов в Закавказском, Северо-Кавказском, Таврическом и Туркестанском военных округах шла планомерная подготовка квалифицированных кадров.

## Общие положения
Одной из основных задач горной подготовки войск является освоение ими техники преодоления горных препятствий, приобретение навыков эффективного использования штатного вооружения на горном рельефе и ознакомление со способами боевых действий в горах в любое время суток.
Как правило, личный состав тех формирований, которые предназначены для действий в горных районах проходит основное обучение в специальных горных учебных центрах, оснащение которых включает в себя весь спектр объектов (тактических полей, учебных стрельбищ, танковых директрис, автодромов) и оборудования для проведения комплексных тренировок на горном ландшафте. Предполагают, что личный состав до попадания в горные учебные центры проходит курс первоначальной подготовки в пунктах своей постоянной дислокации на приказарменной материальной базе.

## Основные элементы

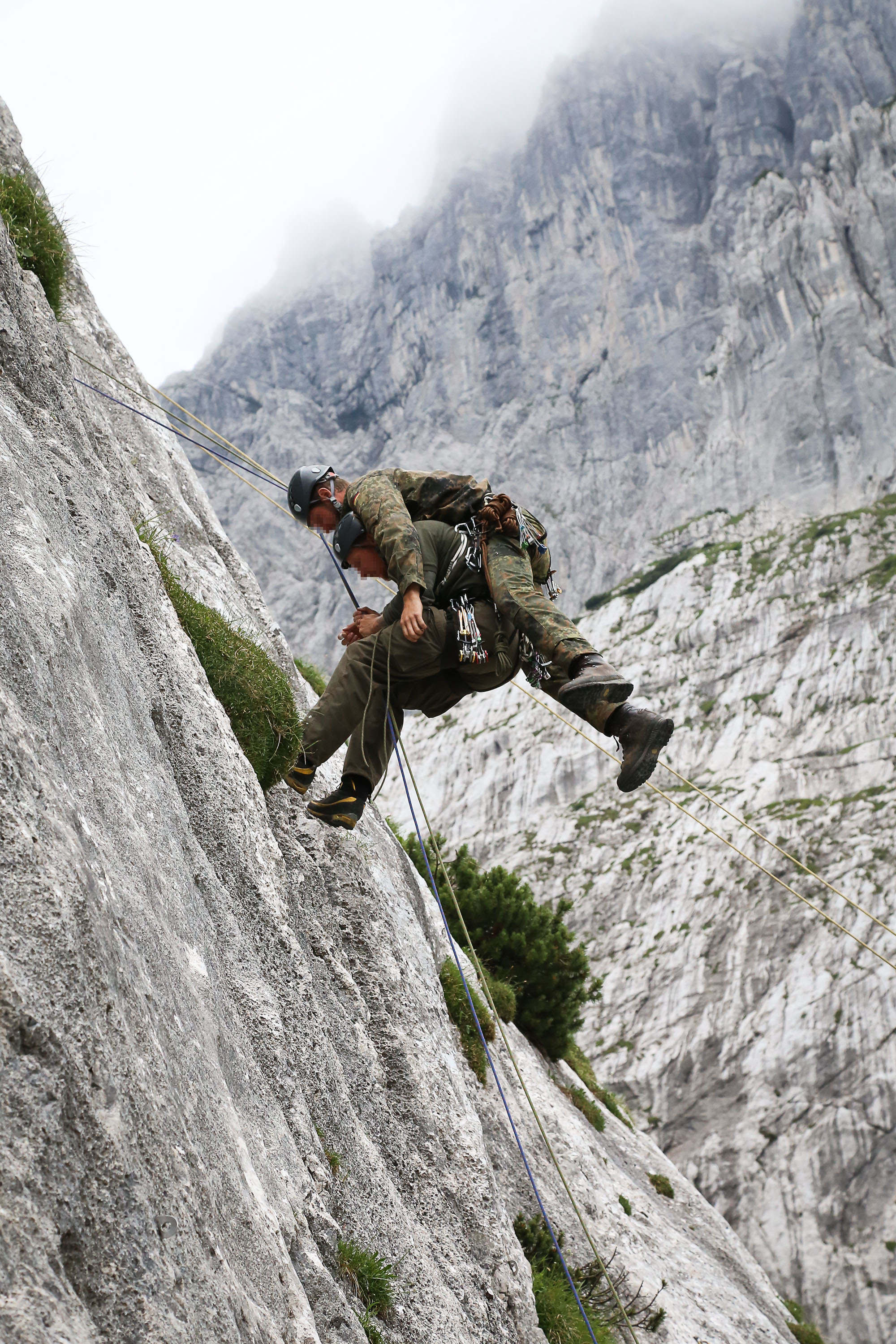
Отработка эвакуации раненого товарища (2016)

Общефизическую подготовку бойцов и обучение их основным способам перемещения по высокогорью проводят в специальных горно-спортивных городках и на участках горного рельефа, где имеется возможность отрабатывать способы страховки и самостраховки, приёмы подъёма и спуска по крутым склонам, отвесным скалам, методы преодоления каньонов, горных рек и транспортировки через них грузов, вооружения, раненых. В рамках этой программы важное значение придают приобретению навыков уверенных и безопасных действий в горах, укреплению морально-психологических качеств, изжитию высотобоязни, тренировке выносливости, воспитанию чувства ответственности, самодисциплины и командного духа.

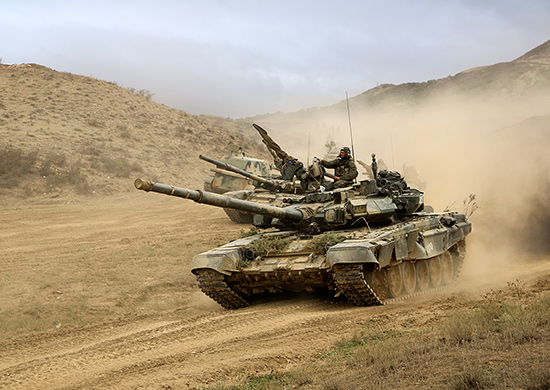
Российские танковые части на горном полигоне
(Дагестан, 2016)

Огневая подготовка заключается в выполнении бойцами всех упражнений и нормативов базового стрелкового курса, но с учётом влияния горной специфики. При этом уделяют особое внимание наработке навыков правильной и быстрой оценки расстояний до целей на горной местности, проводят обучение способам целеуказания и наведения огня бронетехники и боевых вертолётов.
Техническая подготовка водительского состава должна проходить на горном танкодроме или автодроме, где осваивают вождение техники по серпантинам, каменистым участкам, горным мостам, на крутых подъёмах, спусках, косогорах, в условиях буксировки другой машины, при разворотах и встречных разъездах на узких дорогах.
После базового курса подготовки обучение продолжают в горных учебных центрах, где наряду с индивидуальным тренингом проводят тактико-строевые, тактические и тактико-специальные учения войск вплоть до уровня соединений. При этом, командно-штабной состав осваивает способы управления войсками в горах, поддержания между ними взаимодействия, решения задач на разнообразных направлениях в изоляции от главных сил, в сложных погодных условиях и при частых нарушениях связи; особое внимание уделяют грамотному умению организовать ведение методического процесса в горно-походных условиях. Стоит особо отметить, что весь ход обучения должен быть построен с соблюдением всех возможных мер безопасности, соблюдение которых всем личным составом является важнейшим условием эффективности учебных мероприятий.
Горную подготовку специальных войск организуют с учётом особенностей их боевого применения в горных условиях, например:
- Артиллерийские подразделения обучают перемещению своих орудий вручную и с применением подручных средств и простейших устройств
- Инженерные войска получают навыки прокладки маршрутов, возведению переправ, инженерных заграждений и фортификационных сооружений, оснащению полос обороны, созданию пунктов управления
- Войска связи осваивают методы организации устойчивой связи в условиях экранирующего влияния гор, высотных радиопомех и при действиях войск на разобщённых направлениях

Весь остальной личный состав на этом этапе оттачивает умения по:
- Организации марша по крутым горным дорогам с выдвижением на рубежи развёртывания для боя и перехода в атаку
- Непосредственному боевому охранению в горной местности и ведению активной разведки перед своим фронтом и на флангах
- Ведению действия на отдельных направлениях, в составе тактического воздушного десанта или обходящей группировки, выполняя задачи по захвату горных перевалов, транспортных узлов, дорог, ключевых высот
- Созданию надёжной круговой обороны в горной местности с многоярусным расположением огневых позиций